# Az általánosság megszorítása nélkül
A matematikai zsargonban az általánosság megszorítása nélkül, ritkábban az általánosság elvesztése nélkül (angolul Without [any] loss of generality, rövidítve WOLOG, WLOG vagy w.l.o.g.) a matematikai bizonyítások során gyakran használt kifejezés. Arra utal, hogy bár a bizonyítás során valamely szűkebb esetre korlátoztuk a bizonyítási eljárást, azt az összes többi esetre is könnyen alkalmazni lehet, illetve a többi eset ekvivalens vagy nagyon hasonló. Tehát a speciális eseten végzett bizonyítás alapján triviális elvégezni a bizonyítást az összes többi esetre is.
A kifejezés használatát gyakran valamilyen szimmetria teszi lehetővé. Például ha a valós számok valamely P(x,y) tulajdonságáról ismert, hogy szimmetrikus x-re és y-ra, tehát P(x,y) ekvivalens P(y,x)-szel, akkor annak bebizonyításakor, hogy P(x,y) minden x és y értékre igaz, feltehető „az általánosság megszorítása nélkül”, hogy x ≤ y. Nem csökken az általánosság ezzel a feltevéssel: ahogy az x ≤ y ⇒ P(x,y) esetet igazoltuk, a másik eset következik: y ≤ x ⇒ P(y,x) ⇒ P(x,y); tehát P(x,y) minden esetben fennáll.

## Példa
Tekintsük a következő matematikai tételt (ami a skatulyaelv egy esete):
|  | „Ha három tárgy mindegyikét pirosra vagy kékre színezünk, kell lennie két azonos színű tárgynak.” |
|  |                                                                                                   |

Egy bizonyítás:
|  | „Az általánosság elvesztése nélkül tegyük fel, hogy az első tárgy piros. Ha a másik két tárgy valamelyike piros, készen vagyunk; ha nem, a másik két tárgya csak kék lehet, és ugyanúgy készen vagyunk.” |
|  | |

Ez azért működik, mert ugyanez az okoskodás (a „piros” és a „kék” szavak felcserélésével) alkalmazható akkor is, ha a másik lehetőséget tesszük fel, tehát hogy az első tárgy kék.